# لیندزی بلایل
لیندزی بلایل (انگلیسی: Lyndsay Belisle؛ زادهٔ ۱ اکتبر ۱۹۷۷) کشتی‌گیر اهل کانادا است.